# Heracles Almelo 2015-2016
Questa voce raccoglie le informazioni riguardanti il Heracles Almelo nelle competizioni ufficiali della stagione 2015-2016.

## Stagione
Nella stagione 2015-2016 l'Heracles Almelo ha disputato l'Eredivisie, massima serie del campionato olandese di calcio, terminando la stagione al sesto posto con 51 punti conquistati in 34 giornate, frutto di 14 vittorie, 9 pareggi e 11 sconfitte. Grazie a questo piazzamento ha partecipato agli spareggi per un posto in UEFA Europa League 2016-2017: in semifinale ha affrontato il Groningen, superandolo nel doppio confronto dopo i tempi supplementari, e in finale ha sconfitto l'Utrecht, qualificandosi per la prima volta nella sua storia al terzo turno preliminare della UEFA Europa League. Nella KNVB beker l'Heracles Almelo è sceso in campo dal secondo turno, raggiungendo gli ottavi di finale dove è stato eliminato dal PSV.

## Rosa
| N. |                        | Ruolo | Calciatore         |
| -- | ---------------------- | ----- | ------------------ |
| 1  | Belgio (bandiera)      | P     | Bram Castro        |
| 2  | Paesi Bassi (bandiera) | D     | Tim Breukers       |
| 3  | Paesi Bassi (bandiera) | D     | Mike te Wierik     |
| 4  | Paesi Bassi (bandiera) | D     | Gino Bosz          |
| 6  | Paesi Bassi (bandiera) | C     | Bas Sibum          |
| 7  | Paesi Bassi (bandiera) | A     | Brahim Darri       |
| 8  | Paesi Bassi (bandiera) | C     | Iliass Bel Hassani |
| 9  | Paesi Bassi (bandiera) | A     | Paul Gladon        |
| 10 | Paesi Bassi (bandiera) | C     | Thomas Bruns       |
| 11 | Marocco (bandiera)     | C     | Oussama Tannane    |
| 11 | Paesi Bassi (bandiera) | C     | Tarik Kada         |
| 12 | Paesi Bassi (bandiera) | D     | Wout Droste        |
| 14 | Paesi Bassi (bandiera) | C     | Joey Pelupessy     |
| 15 | Rep. Ceca (bandiera)   | A     | Jaroslav Navrátil  |

| N. |                        | Ruolo | Calciatore                |
| -- | ---------------------- | ----- | ------------------------- |
| 17 | Croazia (bandiera)     | C     | Dario Vujičević           |
| 18 | Paesi Bassi (bandiera) | D     | Ramon Zomer               |
| 19 | Paesi Bassi (bandiera) | A     | Wout Weghorst             |
| 20 | Paesi Bassi (bandiera) | C     | Peter van Ooijen          |
| 21 | Germania (bandiera)    | C     | Robin Gosens              |
| 22 | Spagna (bandiera)      | C     | Gonzalo García García     |
| 23 | Paesi Bassi (bandiera) | C     | Mark-Jan Fledderus (cap.) |
| 24 | Paesi Bassi (bandiera) | C     | Menno Heerkes             |
| 25 | Paesi Bassi (bandiera) | P     | Renze Fij                 |
| 26 | Paesi Bassi (bandiera) | C     | Rick Hemmink              |
| 27 | Paesi Bassi (bandiera) | D     | Justin Hoogma             |
| 29 | Paesi Bassi (bandiera) | D     | Coen Gortemaker           |
| 30 | Paesi Bassi (bandiera) | P     | Michael Brouwer           |
| 31 | Paesi Bassi (bandiera) | D     | Marijn de Kler            |

## Statistiche

### Statistiche di squadra
| Competizione        | Punti | In casa | In casa | In casa | In casa | In casa | In casa | In trasferta | In trasferta | In trasferta | In trasferta | In trasferta | In trasferta | Totale | Totale | Totale | Totale | Totale | Totale | DR |
| Competizione        | Punti | G       | V       | N       | P       | Gf      | Gs      | G            | V            | N            | P            | Gf           | Gs           | G      | V      | N      | P      | Gf     | Gs     | DR |
| ------------------- | ----- | ------- | ------- | ------- | ------- | ------- | ------- | ------------ | ------------ | ------------ | ------------ | ------------ | ------------ | ------ | ------ | ------ | ------ | ------ | ------ | -- |
| Eredivisie          | 51    | 17      | 9       | 5       | 3       | 28      | 23      | 17           | 6            | 4            | 7            | 27           | 24           | 34     | 14     | 9      | 11     | 47     | 49     | -2 |
| Eredivisie spareggi | -     | 2       | 1       | 1       | 0       | 6       | 2       | 2            | 1            | 0            | 1            | 3            | 2            | 4      | 2      | 1      | 1      | 9      | 4      | +5 |
| KNVB beker          | -     | 3       | 2       | 0       | 1       | 9       | 5       | -            | -            | -            | -            | -            | -            | 3      | 2      | 0      | 1      | 9      | 5      | +4 |
| Totale              | -     | 22      | 12      | 6       | 4       | 43      | 30      | 19           | 7            | 4            | 8            | 30           | 26           | 41     | 18     | 10     | 13     | 65     | 58     | +7 |